# Moscavide (metropolitana di Lisbona)
La stazione di Moscavide è una stazione della metropolitana di Lisbona, situata sulla linea Rossa.

## Storia
La stazione di Moscavide è stata aperta il 17 luglio 2012, in seguito al prolungamento della linea fino a Lisboa-Aeroporto.

## Interscambi
Nelle vicinanze della stazione effettuano fermata alcune linee automobilistiche urbane e interurbane, gestite da Carris e Rodoviária de Lisboa.
- Fermata autobus